# كوتيكوك (كيبك)
كوتيكوك، كيبك (بالإنجليزية: Coaticook) هي مدينة كندية تقع في مقاطعة كيبك. تبلغ مساحة هذه المدينة 218.5507 (كم²)، ويبلغ عدد سكانها 9204 نسمة حسب إحصاء سنة 2006 م، بينما كان يسكنها 8988 نسمة في سنة 2001 م. تحتل هذه المدينة المرتبة رقم 416 بين مدن كندا حسب عدد السكان والمرتبة رقم 102 في المقاطعة. النمو سكاني في هذه المدينة يقدر بـ(2.4).

## أعلام
- ويليس كيث بالدوين
- جون ثورنتون

## وصلات خارجية
- الأطلس الحكومي لكندا
- إحصاءات كندا مع ساعة تعداد السكان نسخة محفوظة 23 مارس 2008 على موقع واي باك مشين.